# Odzież ochronna

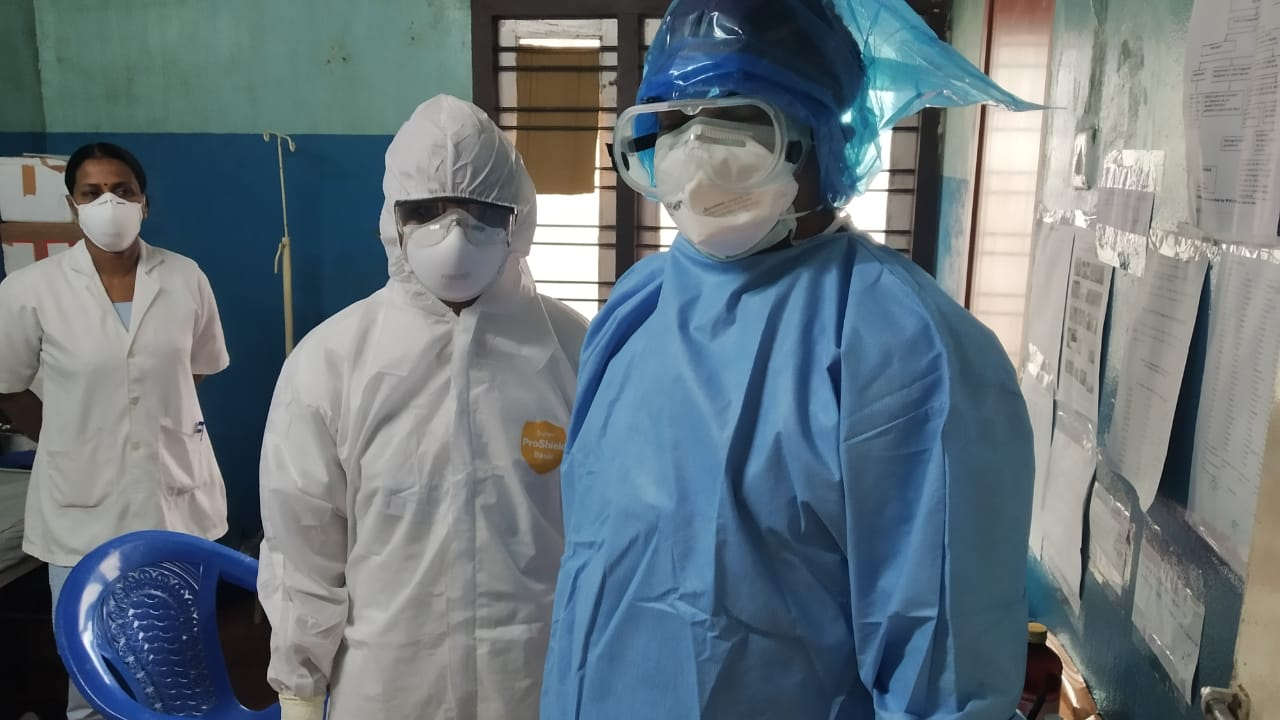
Indyjscy pracownicy służby zdrowia noszący odzież ochronną podczas pandemii koronawirusa

Odzież ochronna – rodzaj odzieży chroniącej człowieka podczas pracy przed działaniem czynników szkodliwych lub niebezpiecznych dla zdrowia oraz zabezpieczającej przed ewentualnymi urazami ciała. 
Odzież ochronną można podzielić ze względu na:
- rodzaje i dziedziny, w których jest stosowana,
- właściwości, które posiada,
- elementy ubioru wynikające z elementów chronionych części ciała.

## Rodzaje i dziedziny zastosowań
- przemysł
- medycyna
- technika kosmiczna
- wojsko
- policja
- straż pożarna
- służby ratownicze
- laboratoria
- rolnictwo
- sport
- i inne

## Podział według właściwości
Odzież:
- nieprzemakalna
- antyelektrostatyczna
- żaroodporna
- mrozoodporna
- kwasoodporna
- olejoodporna
- i inne

## Elementy ubioru
- kombinezony
- płaszcze
- fartuchy
- kaptury
- obuwie
- rękawice
- hełmy
- kaski
- maski
- gogle